# Váša Příhoda

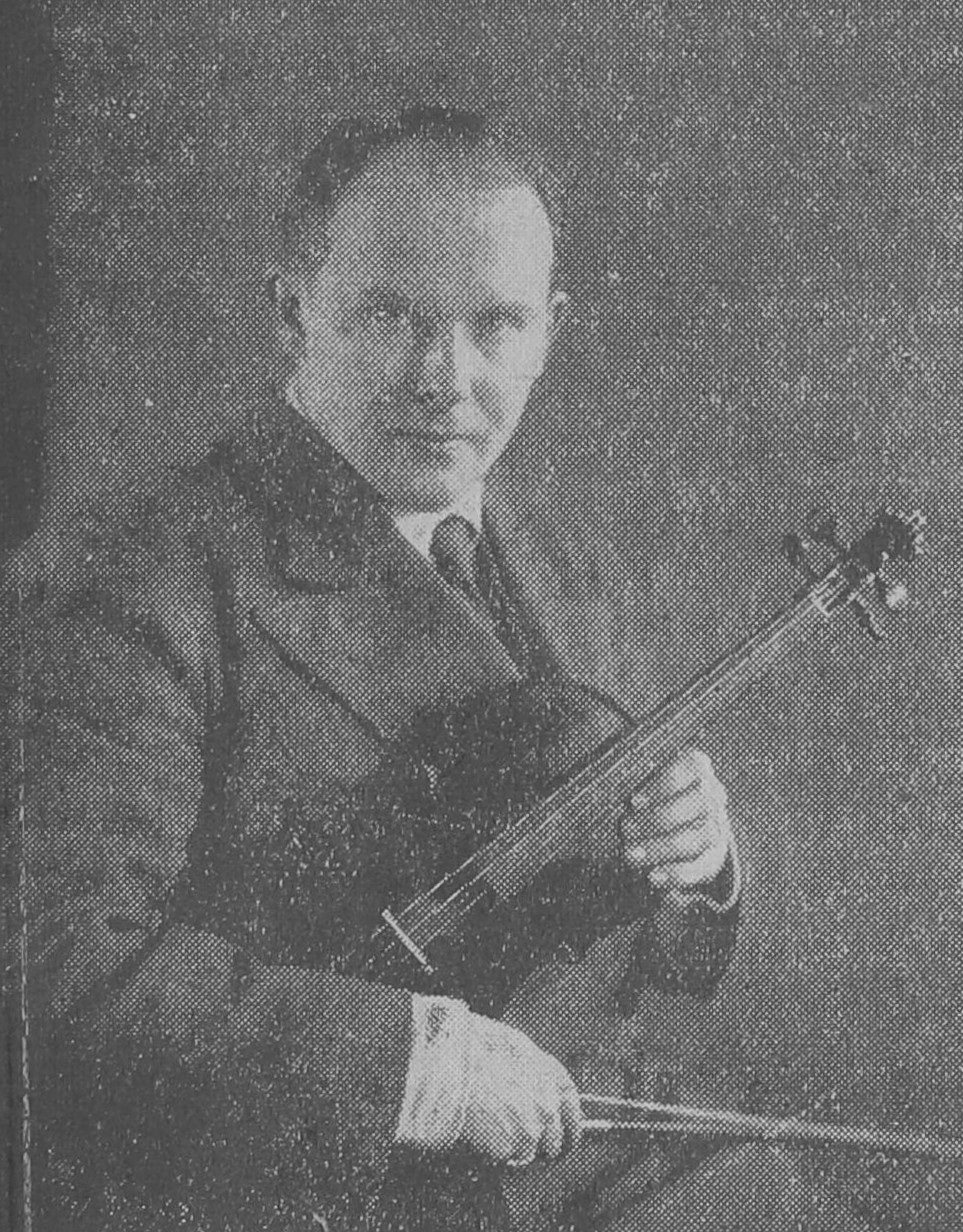
Váša Příhoda, um 1934

Váša Příhoda (* 22. August 1900 in Vodňany, Königreich Böhmen, Österreich-Ungarn; † 26. Juli 1960 in Wien) war ein tschechischer Violinist. 

## Leben
Příhoda wurde in der südböhmischen Stadt Wodnian (Vodňany) im Hause der Eltern seiner Mutter geboren, wuchs aber in Prag auf. Sein Vater Alois Příhoda gründete nach dem Staatsexamen für Violine und Musik 1896 in Prag-Pankrác eine Musikschule. 1919 ließ er sich endgültig in Prag-Nusle nieder. Er nannte sein Institut fortan „Erste tschechoslowakische Musikschule des Herrn Direktor Alois Příhoda in Nusle“. Alois Příhoda unterrichtete seinen Sohn bis 1910. Danach ging Váša Příhoda bis 1919 als Privatschüler zu Jan Mařák. Darüber hinaus war Příhoda im wesentlichen Maße Autodidakt; Konservatoriumsausbildung hatte er keine.
Am 30. September 1912 absolvierte Váša Příhoda seinen ersten öffentlichen Auftritt. Am 12. Dezember 1913 spielte er zum ersten Mal im Prager Mozarteum. Während des Ersten Weltkrieges konnte er durch gelegentliche Konzerte zum Unterhalt der Familie beitragen. 1915 trat er drei Mal im Prager Smetana-Saal auf. Seine erste Nachkriegs-Tournee führte ihn 1919 in die Schweiz. In Zürich konnte er bei einem Herrn Kučera logieren – was bei den geringen Einnahmen eine fühlbare Hilfe war. Danach nahm ihn sein Impresario Richter – zusammen mit der Pianistin Asta (Augusta) Doubravská – mit nach Mailand und nach Jugoslawien. Ein selbst finanziertes Konzert in Triest brachte gute Kritiken, aber kein Honorar. Příhoda kehrte völlig mittellos nach Mailand zurück.
Die Wende kam am 27. Dezember 1919 durch ein Konzert im „Café Ristorante Grande Italia“ in Mailand. Auf dem Programm standen Paganinis Variationen über „Nel cor più non mi sento“. Ein Journalist konnte Arturo Toscanini bewegen, sich den jungen Geiger anzuhören. Nach dem Konzert sagte Toscanini zu Příhoda: „Paganini konnte nicht besser spielen“. Toscaninis Fürsprache verhalf Příhoda zum endgültigen Durchbruch. Der italienische Manager Frattini konnte für die nächsten fünf Monate eine große Anzahl von Konzerten organisieren. Die handschriftlich geführte Konzertliste führt 48 Konzerte in Italien auf.
Příhodas Manager Rudolf Richter plante nach diesen Erfolgen den Sprung nach Süd- und Nordamerika. Die Abfolge der Tournee zeigt die gründliche Vorbereitung. Insbesondere die Hintergründe des USA-Debüts in der Carnegie-Hall zeigen die Mobilisierung „wichtiger“ Mäzene. Zu erwähnen ist vor allem Fortune Gallo und Gertrude Vanderbilt sowie der Pfadfinderinnen-Club „Firecamp Girls“. Im Juni 1920 reiste Richter mit Příhoda und Asta Doubravská von Genua aus nach Südamerika. Nach Konzerten in Buenos Aires und São Paulo folgte der Sprung in die USA. Seine Konzerte in der Carnegie Hall in New York City, sowie in Chicago, Detroit, Cleveland und anderen großen Städten brachten Příhoda große Erfolge. 1921 nahm die Edison-Company eine erste Schallplatten-Serie auf. Partnerin am Klavier war erneut Asta Doubravská, mit ihr arbeitete er mindestens bis 1925 zusammen. In diesem Jahr kam auch ihr gemeinsamer Sohn Petr zur Welt. Richter verbot die Bekanntmachung von Příhodas Vaterschaft. Nach Europa zurückgekehrt, mietete sich Příhoda in Sankt Wolfgang am Wolfgangsee ein Zimmer und bereitete sich auf Konzerte in Wien vor.
Nachdem er mit Paganinis „Nel cor piu non mi sento“-Variationen bereits begeisterte Reaktionen auslöste, nutzte Příhoda diese zur Vervollkommnung seiner Technik und trieb sie in einer eigenen Bearbeitung auf die Spitze. Die „Nel cor-Variationen“ begleiteten ihn bis an sein Lebensende.
Als Příhoda Mitte der 1920er Jahre an der Spitze der europäischen Violinvirtuosen stand, machte er in Wien die Bekanntschaft mit Arnold Rosé. Bei einem Konzert am 11. November 1928 lernte er dessen Tochter Alma Rosé kennen. Sie heirateten am 16. September 1930 in Wien. Trauzeugen waren Vater Arnold Rosé und der Schriftsteller Franz Werfel. Im Jahr 1930 erwarb Příhoda in Zaryby unweit Prag ein Landgut. Von hier aus setzte das Ehepaar seine Konzerttätigkeit teils getrennt, teils gemeinsam fort. Alma Rosé gründete 1933 die Frauenkapelle „Wiener Walzermädeln“. Im März 1936 wurde die an Turbulenzen reiche Ehe in der Tschechoslowakei geschieden. Um die Jahreswende 1935/36 wirkte Příhoda bei dem österreichisch-italienischen Gemeinschaftsfilm Die weiße Frau des Maharadscha mit.
Von 1936 bis 1943 war er mit der Viertel-Jüdin Dr. Jetty Kreuz verheiratet.
Der Zweite Weltkrieg schränkte Příhodas Konzerttätigkeit drastisch ein. Dies gab ihm jedoch Gelegenheit, seine Lehrtätigkeit zu intensivieren. Gemeinsam mit dem Cellisten Paul Grümmer sowie den Pianisten Michael Raucheisen, Friedrich Wührer und Hans Erich Riebensahm (sie wirkten von Anfang an alternierend mit) unterhielt er von 1937 bis Mitte 1944 das Meistertrio. Sein letztes heimatliches „Kriegs-Konzert“ fand am 31. März 1944 im Prager Smetana-Saal statt. 1944 gab er noch Konzerte in München, Nürnberg, Dresden und Leipzig. In München unterrichtete Příhoda an der Musik-Akademie bis zum Ende des Krieges.
Das Kriegsende bedeutete keine Verbesserung seiner Lage. Das Zentralkomitee der Stadt Prag verurteilte ihn u. a. wegen seines Auftretens in Deutschland zu einer Geldstrafe und belegte ihn für Tschechien – nicht aber für die Slowakei – mit Auftrittsverbot. Der Geiger Dusan Pandula erlebte diese Zeit in Prag mit: „Man müsste aber auch über ihn schreiben, wie er von den eigenen Tschechen misshandelt war nach 1945. Er, Ludikar und Talich, also drei absolute Spitzen, mussten marschieren über Wenzelsplatz, wurden bespuckt, geschlagen und mussten Latrinen putzen.“ Während einer Konzertreise in Frankreich telefonierte er seiner Frau, sie solle „mit Sack und Pack“ nach Rapallo kommen, wohin auch er – ohne in die Tschechoslowakei zurückzukehren – gegen Ende 1946 nachkam.
Die Wiener Presse erreichte durch Kampagnen, in denen sie Příhoda die Schuld am Tod seiner ersten Frau gab, dass er keine Engagements mehr erhielt und bereits vereinbarte Konzerte abgesagt wurden. 1946 wurde Příhoda in Österreich voll rehabilitiert. Mit Konzerten in Alexandria, Ankara, Istanbul und Italien konnte er an frühere Erfolge anknüpfen. Ab 1947 konzertierte er auch in Wien wieder jährlich. Die italienischen Behörden bereiteten zunehmend Schwierigkeiten. Dieser Querelen war er bald so überdrüssig, dass er im Oktober 1948 das Angebot des ihm befreundeten türkischen Botschafters ergriff, die türkische Staatsbürgerschaft anzunehmen. So konnte er unbehelligt seinen Wohnsitz in Rapallo beibehalten und von hier aus seine Konzertreisen unternehmen. Im Januar 1949 konzertierte er ein letztes Mal in den USA, danach in der Schweiz, Deutschland und Österreich. Die amerikanischen Agenten lehnten ihn mehr als deutlich wegen seines Wirkens in Nazi-Deutschland ab. In dieser Zeit stellten sich Herz- und Atembeschwerden ein, die ihn erheblich beeinträchtigten.
Privat wohnte und lehrte er ab 1950 in St. Gilgen am Wolfgangsee, das er von seinem früheren Aufenthalt in dieser Gegend in angenehmer Erinnerung hatte. Seine rege pädagogische Tätigkeit konzentrierte sich hauptsächlich auf Prag, Salzburg, München und ab 1950 als Hochschulprofessor an der Hochschule für Musik und darstellende Kunst in Wien.
Im Jahre 1954 entstand im WDR Köln ein Konzertmitschnitt des 4. Violinkonzertes von Henri Vieuxtemps mit dem Kölner Rundfunk-Sinfonie-Orchester unter Leitung von Franz Marszalek. Wenige Tage nach diesem Konzert brach sich Příhoda in Salzburg bei einem Unfall den rechten Oberarm. Gesundheitliche Probleme beeinträchtigten Příhoda zunehmend. Příhoda konnte ab Januar 1955 wieder konzertieren, aber die psychischen und physischen Belastungen und sein Herzleiden erzwangen eine Einschränkung seiner Tätigkeiten. Er nahm einen zweiten Wohnsitz in Wien, um das Pendeln zwischen Wohnort und der Musikhochschule zu vermeiden.
1956 wurde er – nach zwölfjähriger Abwesenheit von seiner Heimat – zum „Prager Frühling 56“ eingeladen. In der Liste der am Festival teilnehmenden Musiker wurde Příhoda als „türkischer Geiger“ geführt. Die tschechischen Musikfreunde empfingen ihn im Smetana-Saal jedoch mit großen Ovationen. Nicht eingelassene Musikfreunde kletterten an den Fassaden hoch und stellten sich in die Fensteröffnungen. Trotz des großen Erfolges brachten die Zeitungen auf „Weisung von oben“ nur „bemüht sachliche“ Kritiken. 1956 und 1957 nahm er in Italien bei CETRA seine letzten Schallplatten auf.
Im April 1960 gab Příhoda die letzten Konzerte. Danach verstarb er an einem Herzleiden.

## Erinnerung
Trotz des „amtlichen Schweigens“ erlosch die Erinnerung an Příhoda nie ganz. Die Geigerin Pavla Žílová, die zufällig in Příhodas Geburtshaus aufwuchs, pflegte noch in kommunistischer Zeit in bescheidenem Maße Příhodas Andenken. Im Laufe der Zeit konnte sie Bürgermeister Heřmann für „ihre Sache“ gewinnen. Heřmann besuchte zusammen mit Žílová und einigen Rathausangestellten an Příhodas 100. Geburtstag dessen Grab auf dem Hietzinger Friedhof. Im Jahr 2005 gründete Žílová eine Příhoda-Gesellschaft. Im selben Jahr gab es in Ferrara ein Váša Příhoda gewidmetes Symposium.
In Budweis wird seit 2011 der von Žílová ins Leben gerufene internationale Jugend-Violinwettbewerb „Váša Příhoda“ veranstaltet. 2011, 2012 und 2013 war Wolfgang Wendel Ehrenvorsitzender dieses Wettbewerbes. Professor Albert Fischer, von der Bruckner-Universität Linz, ist seit Anfang an Jury-Mitglied. Infolge der nunmehr intensiven Beschäftigung mit Příhoda beschloss er, über ihn eine Doktorarbeit zu schreiben. Die Arbeiten daran sind in Gang (Stand 2021).
Nach jahrelanger Vorarbeit von Pavla Žílová wurde Váša Příhoda Ende Juni 2016 auf dem Friedhof Wien-Hietzing exhumiert und in seine Geburtsstadt Vodňany überführt, wo er am 26. Juni 2016 auf dem Friedhof beigesetzt wurde. Bürgermeister Heřmann ordnete an, dass das Grab in den Besitz der Stadt kommt und gepflegt wird.
Seit Dezember 2016 verkehrt – initiiert durch Pavla Žílová und ihren Sohn – zwischen Prag und Linz ein Pendelzugpaar mit dem Namen „Váša Příhoda“. Bei der Einweihungsfeier in Prag spielten Violin-Studentinnen von Professor Albert Fischer und Bohuslav Matoušek drei von Příhoda komponierte Stücke für Violine und Klavier.
Im September 2019 wurde Wolfgang Wendel wegen seiner Verdienste um Příhoda zum Ehrenbürger von Vodňany ernannt.

## Geigen im Besitz von Příhoda

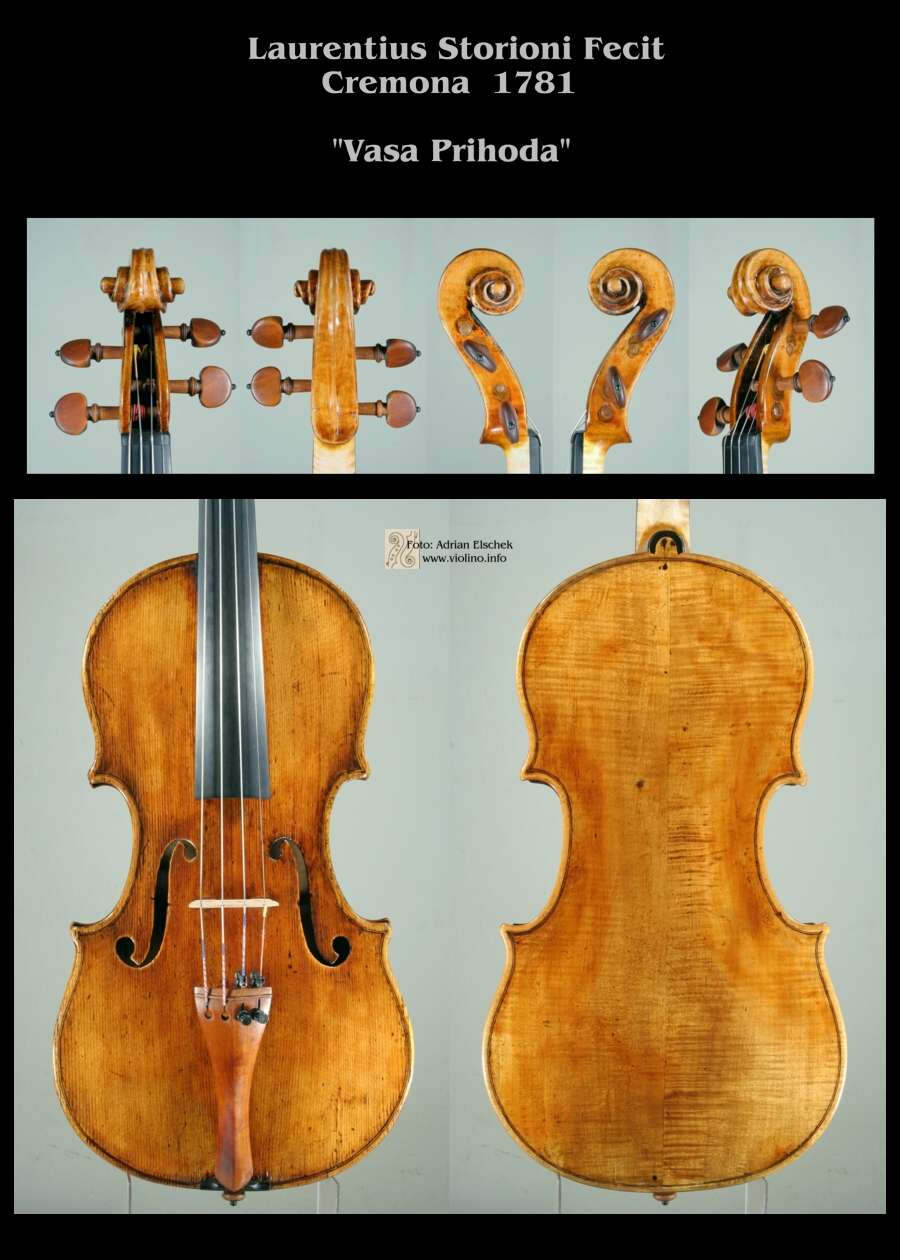
Violine von Váša Příhoda „Laurentius Storioni“

Von 1929 bis 1941 spielte Příhoda eine Geige von Antonio Stradivari aus dem Jahr 1707, die sich im Besitz seines Schülers Luz Leskowitz befindet.
- Antonio Stradivari, Cremona 1710, „Camposelice“ – 1960 Schenkung an die Musikinstrumentensammlung in Prag, danach von Josef Suk gespielt; heute in der Sammlung der Nippon Music Foundation
- Lorenzo Storioni, Cremona 1781 – wurde in die Schweiz verkauft
- Vincenzo Postiglione, Neapel
- Venezianische Geige um 1730 (Matteo Goffriller zugeschrieben, mit Decke von Belosio)